# Рупія великовусикова
Рупія велика, рупія великовусикова (Ruppia cirrhosa) — вид багаторічних кореневищних водних трав'янистих рослин родини рупієві (Ruppiaceae). Етимологія: лат. cirrhus — «вусики», лат. osus — прикметник суфікс, який вказує на повноту, достаток чи помітний розвиток.

## Опис
Рослина заввишки 30–45 см, має дротової форми стебло. Листки 0.2–1.4 мм шириною, зазвичай від тупих до заокруглених, темно-зелені, ниткоподібні. Квітконоси 4 см або більше. Суцвіття з двома крихітними квітами. Квіти 3–5 мм, не мають оцвітини, запилюються пилком, який плаває у воді. Кістянки 2,7–3,4 мм, в тому числі дзьоб 0.5–0.95 мм, на стеблах 0.4–3.2 см, грушоподібної або злегка асиметричної форми.

## Поширення
Росте в Північній і Південній Америці, Європі (у тому числі Україні) й Середземномор'ї, де вона росте в прісноводних водоймах, таких як озера.

## Галерея

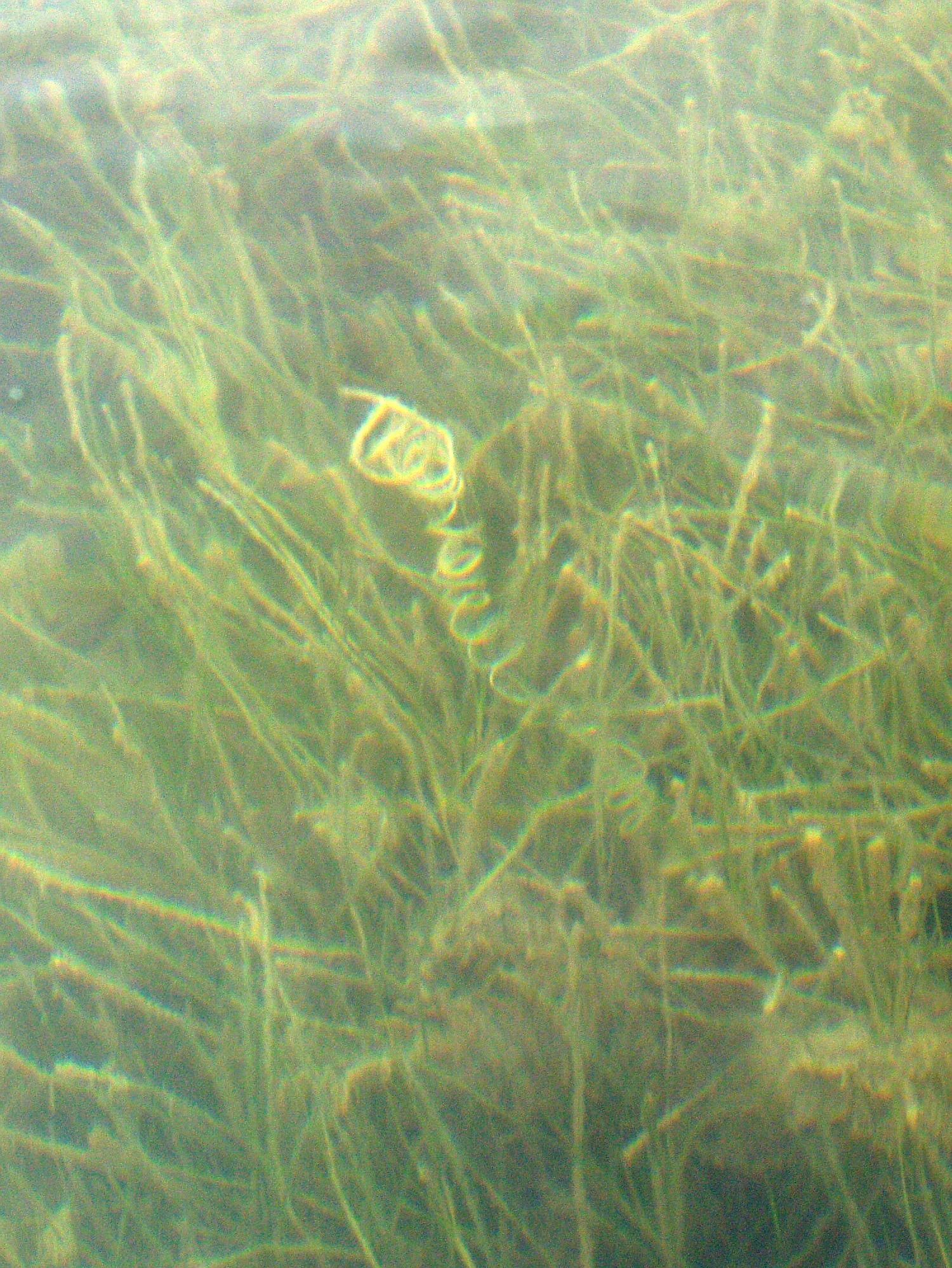
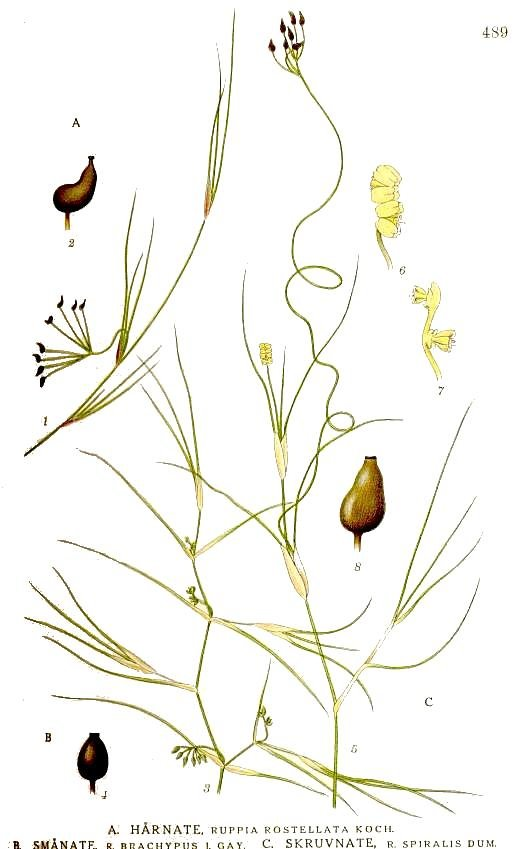